# Smerinthus cerisyi
Smerinthus cerisyi ist ein Schmetterling (Nachtfalter) aus der Familie der Schwärmer (Sphingidae).

## Merkmale

### Falter
Die Falter haben eine Vorderflügellänge von 25 bis 40 Millimetern. Sie haben die für Falter der Gattung Smerinthus klassische Färbung, sind aber extrem variabel. Deswegen wurden von der Wissenschaft zahlreiche Formen beschrieben. Die Variabilität betrifft insbesondere den Grad der Wellung des Vorderflügelaußenrandes und die Färbung der Vorderflügel. Individuen aus den Prärie-Provinzen in Kanada neigen dazu, viel dunkler zu sein als sonst. Von Smerinthus jamaicensis ist die Art dadurch gut unterscheidbar, dass ihr der dunkelbraune Halbmond an der Spitze der Vorderflügel, der breite, dunkelbraune Wisch parallel zum Körper zwischen Postmedial- und Antemedialbinde und der blasse, helle Diskalstrich vertikal zum Vorderflügelvorderrand fehlt.
Smerinthus cerisyi trägt einen runden oder diamantförmigen, dunklen Punkt inmitten des blauen Augenflecks auf den Hinterflügeln, wohingegen der Augenfleck bei Smerinthus saliceti durch schwarze Binden geteilt ist, die bis zum Rand des Augenflecks reichen. Auch ist die Grundfarbe von Smerinthus saliceti in der Regel heller als bei Smerinthus cerisyi. Anhand dieser beiden Unterschiede sind die beiden Arten allerdings nicht immer mit ausreichender Sicherheit abzugrenzen. Eine eindeutige Bestimmung ist durch eine Analyse der Hämolymphe oder genitalmorphologische Untersuchung möglich. Bei den Männchen von Smerinthus saliceti ist der Sacculus gut entwickelt, wohingegen er bei Smerinthus cerisyi verkümmert ist.

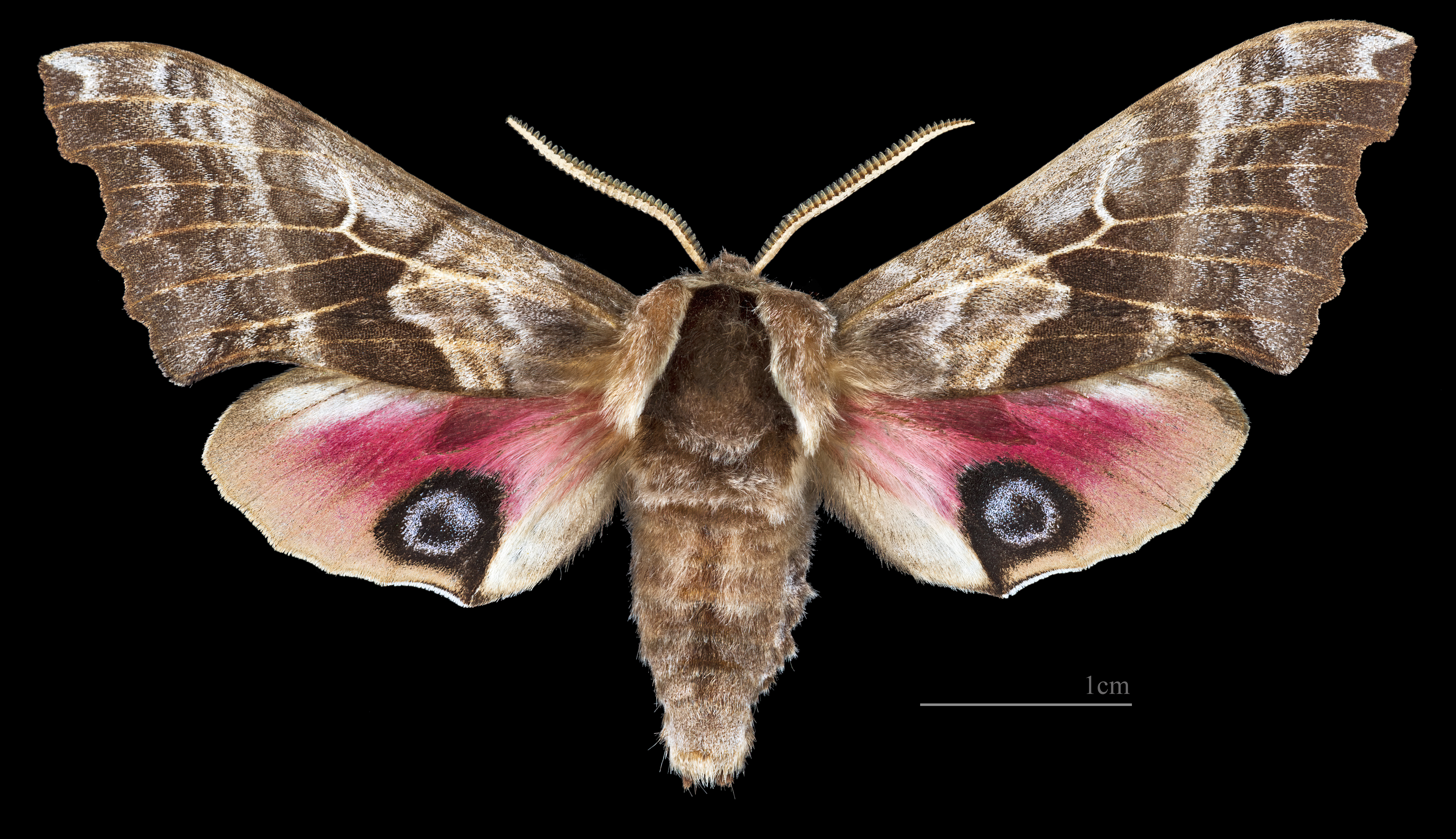
Smerinthus cerisyi ♂
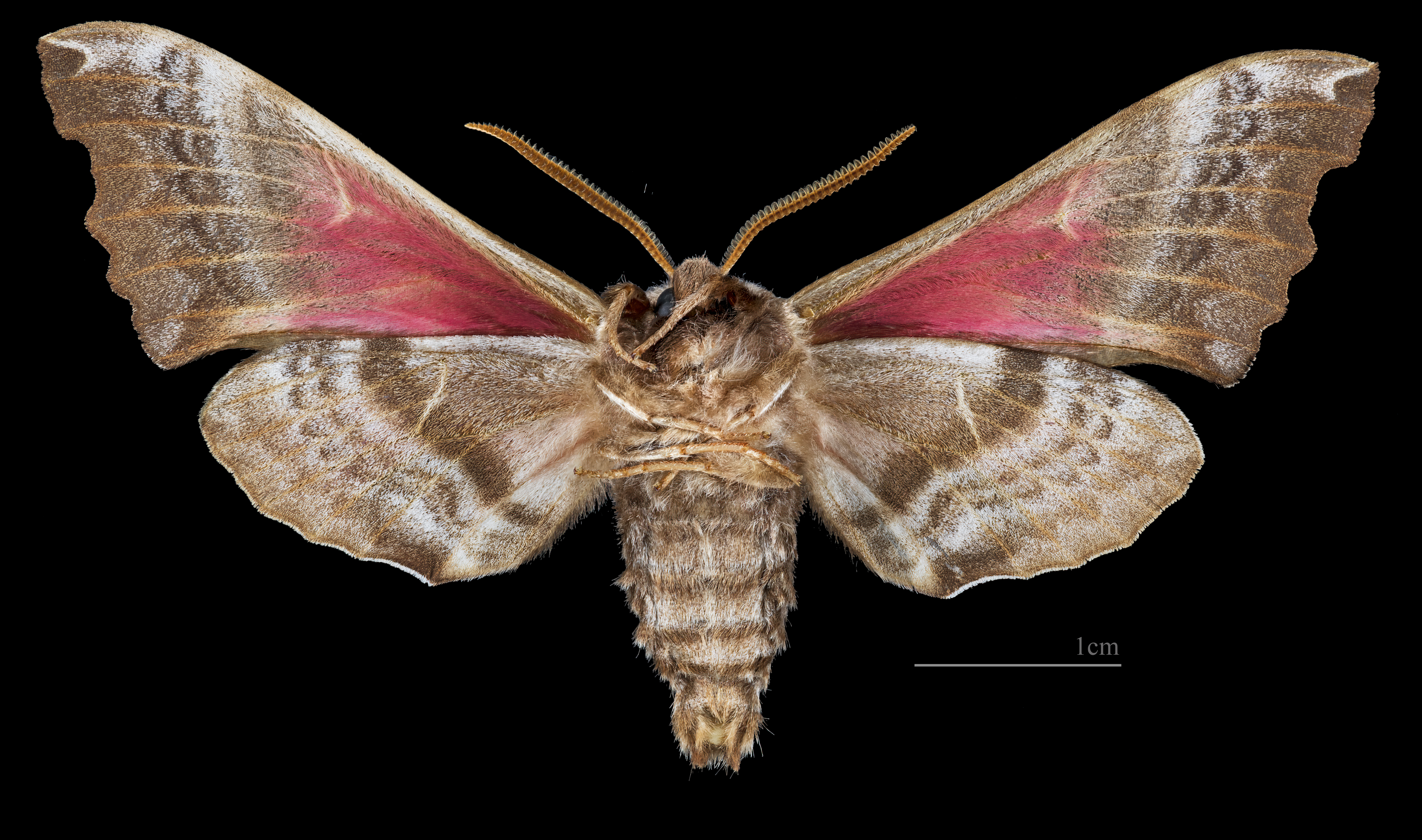
Smerinthus cerisyi ♂  △

### Raupe
Die Raupen haben denselben Körperbau und die Erscheinung wie die von Smerinthus jamaicensis. Im letzten Stadium tritt bei Smerinthus jamaicensis subdorsal manchmal vom Vorderrand des Thorax bis zum dritten Hinterleibssegment eine feine weiße Längslinie auf, die bei Smerinthus cerisyi viel weiter zum Hinterleibsende hin verläuft. Außerdem reichen bei Smerinthus cerisyi die ersten fünf Seitenstreifen am Körper dorsolateral nur bis zur Subdorsallinie und enden am Anfang des darauffolgenden Segments und reichen nicht wie bei Smerinthus jamaicensis zum Rücken des darauffolgenden Segments nach hinten. Auch das grob strukturierte Analhorn ist bei Smerinthus cerisyi in Rottönen statt blau gefärbt.

### Puppe
Die Puppe hat die gleiche Form wie die von Smerinthus jamaicensis, ist jedoch immer sehr dunkelbraun bis schwarz gefärbt und hat eine matte und etwas rauere Oberfläche.

## Vorkommen
Die Art ist in den Vereinigten Staaten von New England, der Region um die Großen Seen, den oberen mittleren Westen und über den Westen von der kanadischen Grenze bis zur mexikanischen Grenze verbreitet. In Kanada ist die Art von Neufundland und den Provinzen der Atlantikküste westlich über Quebec, Ontario und nördlich über die Prärie-Provinzen nördlich bis zumindest Fort Smith (Nordwest-Territorien), Dawson (Yukon) und Skagway im Südosten Alaskas verbreitet.
Die Tiere besiedeln im Osten ihres Verbreitungsgebietes und im gesamten Westen Kanadas Laubwälder und inselartige Überbleibsel von Feuchtgebieten. Im Westen der Vereinigten Staaten findet man die Art in der Regel um Flussläufe.

## Lebensweise
Die Imagines nehmen keine Nahrung auf. Sie fliegen nachts künstliche Lichtquellen an.

### Flug- und Raupenzeiten
In Saskatchewan ist die Flugzeit der Falter zwischen dem 17. Mai und dem 19. Juli dokumentiert, sodass nahe liegt, dass die Art im Norden ihres Verbreitungsgebiets in einer Generation pro Jahr auftritt. Die Flugzeiten weiter im Süden sind deutlich länger, es wird allerdings auch hier vermutet, dass nur eine Generation pro Jahr ausgebildet wird.

### Nahrung der Raupen
Die Raupen ernähren sich fast ausschließlich von verschiedenen Vertretern der Weidengewächse (Salicaceae).

## Entwicklung
Die Weibchen legen ihre Eier einzeln an den Blättern der Raupennahrungspflanzen ab. Die Raupen sind Einzelgänger. Wie auch bei den anderen Arten der Gattung Smerinthus findet die Verpuppung in einer seichten Kammer im Erdboden statt.

## Belege